# 3538 Nelsonia
3538 Nelsonia је астероид главног астероидног појаса са средњом удаљеношћу од Сунца која износи 2,641 астрономских јединица (АЈ).
Апсолутна магнитуда астероида је 13,4.